# Commonwealth Games 2022/Bowls
Bei den Commonwealth Games 2022 in Birmingham, England, fanden im Bowls elf Wettbewerbe statt. Austragungsort war der Victoria Park. Erfolgreichste Mannschaften waren Australien und Schottland mit jeweils drei Goldmedaillen. 

## Wettbewerbe und Zeitplan
Insgesamt elf Wettbewerbe wurden im Rahmen der Spiele im Bowls ausgetragen. Für Männer und Frauen gab es jeweils Einzel-, Doppel-, Triple- und Viererkonkurrenzen, sowie im Para-Sport jeweils eine Männer-, Frauen- und Mixedkonkurrenz.
| V | Vorrunde | ¼ | Viertelfinale | ½ | Halbfinale | B | Spiel um Bronze | F | Finale |

| Datum → Wettbewerb ↓ | Fr. 29. | Fr. 29. | Sa. 30. | Sa. 30. | So. 31. | So. 31. | Mo. 1. | Mo. 1. | Mo. 1. | Mo. 1. | Mo. 1. | Di. 2. | Di. 2. | Di. 2. | Di. 2. | Mi. 3. | Mi. 3. | Mi. 3. | Do. 4. | Do. 4. | Do. 4. | Fr. 5. | Fr. 5. | Fr. 5. | Fr. 5. | Sa. 6. | Sa. 6. | Sa. 6. | Sa. 6. |
| Session →            | M       | A       | M       | A       | M       | A       | M      | M      | M      | A      | A      | M      | M      | A      | A      | M      | A      | A      | M      | A      | A      | M      | M      | A      | A      | M      | M      | A      | A      |
| -------------------- | ------- | ------- | ------- | ------- | ------- | ------- | ------ | ------ | ------ | ------ | ------ | ------ | ------ | ------ | ------ | ------ | ------ | ------ | ------ | ------ | ------ | ------ | ------ | ------ | ------ | ------ | ------ | ------ | ------ |
| Männer Einzel        |         |         |         |         |         |         |        |        |        |        |        | G      | G      |        |        | G      |        |        | G      |        |        | ¼      | ¼      |        |        | ½      | ½      | B      | F      |
| Männer Doppel        |         | G       |         | G       | G       | ¼       | ½      | ½      | ½      |        |        | B      | F      |        |        |        |        |        |        |        |        |        |        |        |        |        |        |        |        |
| Männer Triple        | G       | G       | G       |         | G       | ¼       | ½      | B      | F      |        |        |        |        |        |        |        |        |        |        |        |        |        |        |        |        |        |        |        |        |
| Männer Vierer        |         |         |         |         |         |         |        |        |        |        |        |        |        | G      | G      |        | G      | G      |        | G      | G      | ¼      | ¼      | ½      | ½      | B      | F      |        |        |
| Frauen Einzel        | G       |         | G       |         | G       | ¼       | ½      | ½      | ½      | B      | F      |        |        |        |        |        |        |        |        |        |        |        |        |        |        |        |        |        |        |
| Frauen Doppel        |         |         |         |         |         |         |        |        |        |        |        | G      | G      |        |        | G      |        |        | G      |        |        | ¼      | ½      |        |        | B      | F      |        |        |
| Frauen Triple        |         |         |         |         |         |         |        |        |        |        |        | G      | G      | G      | G      |        | G      | G      |        | G      | ¼      | ½      | ½      | B      | F      |        |        |        |        |
| Frauen Vierer        |         | G       |         | G       | G       | ¼       | ½      | ½      | ½      |        |        | B      | F      |        |        |        |        |        |        |        |        |        |        |        |        |        |        |        |        |
| Para-Sport           |         |         |         |         |         |         |        |        |        |        |        |        |        |        |        |        |        |        |        |        |        |        |        |        |        |        |        |        |        |
| Männer Para-Doppel   | G       | G       | G       | G       |         | G       | ½      | ½      | ½      |        |        |        |        | B      | F      |        |        |        |        |        |        |        |        |        |        |        |        |        |        |
| Frauen Para-Doppel   | G       | G       | G       | G       |         | G       | ½      | ½      | ½      |        |        |        |        |        |        |        | B      | F      |        |        |        |        |        |        |        |        |        |        |        |
| Mixed Para-Doppel    |         |         |         |         |         | G       | G      | G      | G      | G      | G      | G      | G      |        |        |        | G      | G      |        | ½      | ½      | B      | F      |        |        |        |        |        |        |

## Männer

### Einzel
| Platz | Land | Sportler     |
| ----- | ---- | ------------ |
| 1     | AUS  | Aaron Wilson |
| 2     | NIR  | Gary Kelly   |
| 3     | SCO  | Iain McLean  |

### Doppel
| Platz | Land | Sportler                   |
| ----- | ---- | -------------------------- |
| 1     | WAL  | Daniel Salmon Jarrad Breen |
| 2     | ENG  | Jamie Walker Sam Tolchard  |
| 3     | SCO  | Paul Foster Alex Marshall  |

### Triple
| Platz | Land | Sportler                                 |
| ----- | ---- | ---------------------------------------- |
| 1     | ENG  | Louis Ridout Nick Brett Jamie Chestney   |
| 2     | AUS  | Barrie Lester Carl Healey Ben Twist      |
| 3     | WAL  | Owain Dando Ross Owen Jonathan Tomlinson |

### Vierer
| Platz | Land | Sportler                                                     |
| ----- | ---- | ------------------------------------------------------------ |
| 1     | NIR  | Martin McHugh Ian McClure Adam McKeown Sam Barkley           |
| 2     | IND  | Chandan Kumar Singh Dinesh Kumar Navneet Singh Sunil Bahadur |
| 3     | ENG  | Jamie Chestney Sam Tolchard Louis Ridout Nick Brett          |

## Frauen

### Einer
| Platz | Land | Sportlerin        |
| ----- | ---- | ----------------- |
| 1     | AUS  | Ellen Ryan        |
| 2     | GGY  | Lucy Beere        |
| 3     | MAS  | Siti Zalina Ahmad |

### Doppel
| Platz | Land | Sportlerinnen               |
| ----- | ---- | --------------------------- |
| 1     | AUS  | Kristina Krstic Ellen Ryan  |
| 2     | ENG  | Amy Pharaoh Sophie Tolchard |
| 3     | NZL  | Selina Goddard Katelyn Inch |

### Triple
| Platz | Land | Sportlerinnen                                                         |
| ----- | ---- | --------------------------------------------------------------------- |
| 1     | ENG  | Natalie Chestney Sian Honnor Jamie Lea Winch                          |
| 2     | MAS  | Azlina Ashad Syafiqa Haidar Afif Abdul Rahman Nur Ain Nabilah Tarmizi |
| 3     | NZL  | Val Smith Tayla Bruce Nicole Toomey                                   |

### Vierer
| Platz | Land | Sportlerinnen                                                |
| ----- | ---- | ------------------------------------------------------------ |
| 1     | IND  | Lovely Choubey Rupa Rani Tirkey Pinki Singh Nayanmoni Saikia |
| 2     | RSA  | Bridget Calitz Esme Kruger Thabelo Muvhango Johanna Snyman   |
| 3     | NZL  | Val Smith Selina Goddard Tayla Bruce Nicole Toomey           |

## Para

### Mixed-Doppel (B2-3)
| Platz | Land | Sportler                       |
| ----- | ---- | ------------------------------ |
| 1     | SCO  | Robert Barr Melanie Inness     |
| 2     | WAL  | Julie Thomas Gordon Llewellyn  |
| 3     | ENG  | Alison Yearling Chris Turnbull |

### Frauen-Doppel (B6-8)
| Platz | Land | Sportler                             |
| ----- | ---- | ------------------------------------ |
| 1     | SCO  | Rosemary Lenton Pauline Wilson       |
| 2     | AUS  | Cheryl Lindfield Serena Bonnell      |
| 3     | RSA  | Victoria van der Merwe Desiree Levin |

### Männer-Doppel (B6-8)
| Platz | Land | Sportler                     |
| ----- | ---- | ---------------------------- |
| 1     | SCO  | Garry Brown Kevin Wallace    |
| 2     | AUS  | Damien Delgado Chris Flavel  |
| 3     | ENG  | Craig Bowler Kieran Rollings |

## Medaillenspiegel
| Platz  | Land       | Gold | Silber | Bronze | Gesamt |
| ------ | ---------- | ---- | ------ | ------ | ------ |
| 1      | Australien | 3    | 3      | –      | 6      |
| 2      | Schottland | 3    | –      | 2      | 5      |
| 3      | England    | 2    | 2      | 3      | 7      |
| 4      | Wales      | 1    | 1      | 1      | 3      |
| 5      | Indien     | 1    | 1      | –      | 2      |
| 5      | Nordirland | 1    | 1      | –      | 1      |
| 7      | Malaysia   | –    | 1      | 1      | 2      |
| 7      | Südafrika  | –    | 1      | 1      | 1      |
| 9      | Guernsey   | –    | 1      | –      | 1      |
| 10     | Neuseeland | –    | –      | 3      | 3      |
| Gesamt | Gesamt     | 11   | 11     | 11     | 33     |